# Bruce Kulick
Bruce Kulick, född 12 december 1953 i Brooklyn, New York, är en amerikansk gitarrist mest känd som tidigare medlem i rockgruppen Kiss, för närvarande i rockbandet Grand Funk Railroad. Bruce, som tillsammans med Mark St. John är den enda av Kiss' alla medlemmar som aldrig uppträtt sminkad, är bror till tillika gitarristen Bob Kulick.

## Tiden i Kiss
I slutet av 1970-talet turnerade Bruce Kulick med Meat Loaf och var även medlem i bandet Blackjack tillsammans med sångaren Michael Bolton. I december 1984 fick Kulick plötsligt chansen att bli sologitarrist i hårdrocksbandet Kiss i början av december, då han ersatte den kortvarige medlemmen Mark St. John. 
Kulick kom att medverka på fem studioalbum – Asylum, Crazy Nights, Hot in the Shade, Revenge och Carnival of Souls: The Final Sessions, ett samlingsalbum Smashes, Thrashes & Hits och två livealbum Alive III och Kiss unplugged – innan han den 16 augusti 1996 fick lämna gruppen då originalsättningen av Kiss skulle återförenas. Han hade då varit med i bandet i nästan tolv år - längst tid av alla bandmedlemmar förutom Gene Simmons och Paul Stanley. Kulick återkom dock till albumet Psycho Circus för att göra gitarrintrot till låtarna "Dreamin'" och "Within".

## Efter Kiss
Efter tiden i Kiss startade Kulick rockgruppen Union tillsammans med förre Mötley Crüe-gitarristen och sångaren John Corabi. Sedan 2001 spelar han i Grand Funk Railroad och han har även gett ut tre soloalbum, Audio Dog, Transformer och BK3.
Kulick medverkade som sologitarrist i Lordis låt "It Snows In Hell" från plattan The Arockalypse 2006. Han medverkade även på Wig Wams coverversion på "I Was Made for Loving You" på albumet God of Thunder: Norwegian Tribute to Kiss, som släpptes 2005.

## Diskografi

### Kiss
- Asylum (1985)
- Crazy Nights (1987)
- Smashes, Thrashes & Hits (1988)
- Hot in the Shade (1989)
- Revenge (1992)
- Alive III (1993)
- Kiss unplugged (1995)
- Carnival of Souls: The Final Sessions (1997)
- Psycho Circus (1998)

### Union
- Union  (1998)
- Live in the Galaxy  (1999)
- The Blue Room  (2000)
- Do Your Own Thing DVD (2005)

### Solo
- Audio Dog (2001)
- Transformer (2003)
- BK 3 (2010)

### Andra album
- 2004 – Asshole (Gene Simmons)
- 2006 - Live to Win (Paul Stanley)
- 2006 - The Arockalypse (Lordi)
- 2013 - Caught in the Dark (Tomas Bergsten's Fantasy)
- 2018 - Silence Them All (ColdTears)